# Mário Neves
Mário Neves (Lisboa, 18 de enero de 1912 - Ibídem, 1 de enero de 1999) fue uno de los más importantes periodistas portugueses del siglo XX. 

## Trayectoria
Sus primeras grandes crónicas surgieron durante la guerra civil española, donde, con 24 años, dio a conocer la masacre de Badajoz, perpetrada en la ciudad de Badajoz por el bando franquista.
Fue editor del Século y el Diário de Lisboa, después de haber fundado en el año 1968, junto con Norberto Lopes, el diario A Capital. Anteriormente, en 1945, fundó con Ribeiro dos Santos, con quien compartió la dirección, la revista Ver e creer. Durante la campaña de Humberto Delgado, en 1958, Neves fue quien le planteó la cuestión que tanto daría que hablar: «Señor General, en caso de ser elegido, qué hará con Oliveira Salazar?», a la que éste respondió: «Obviamente, echarlo!».
Desde el 25 de abril fue el primer embajador de Portugal en Moscú (1974-1977) y en 1979 formó parte del V Gobierno Constitucional, de Maria de Lourdes Pintasilgo, como Secretario de Estado de Inmigración. 
Además de periodista, fue administrador del Instituto Portugués de Oncología (1938-1948), Comisionado Adjunto de Portugal en la Exposición Mundial de Bruselas (1958) y Comisario de la Feria de Industrias portuguesa, desde su fundación en 1949, hasta 1974. 
Su legado documental fue donado por su hija Maria Emilia Neves a la Fundación Mário Soares.

## La toma de Badajoz vista por Neves
«Badajoz fue tomada por los nacionalistas el 14 de agosto de 1936 después de duros combates. Fue sitiada, bombardeada y cañoneada por trimotores "de duro aluminio que reflejan el sol 'probablemente' Junkers alemanes"», que comenzaron a intervenir en las operaciones militares cuando había transcurrido un mes desde el levantamiento. Los legionarios y los moros de las columnas dirigidas por los comandantes Asensio y Castejón, a las órdenes del teniente coronel Yagüe, entraron en Badajoz después de encarnizados combates. A los periodistas que acompañaban a las fuerzas de Yagüe en su avance desde el sur, les fue prohibido entrar en la recién conquistada Badajoz, pero desde la cercana frontera portuguesa del Caia lo hicieron Neves del Diário de Lisboa, el francés Jacques Berthet de Le Temps, Marcel Dany de la Agencia Havas, y John T. Whitaker, del New York Herald Tribune. A través de los informes de estos tres periodistas, las imágenes del fotógrafo francés René Brut, de Pathé Newsreels, y la crónica del norteamericano Jay Allen, corresponsal del Chicago Tribune, el mundo pudo saber la magnitud de la ola de terror que siguió a la marcha de las fuerzas nacionalistas desde el sur de España. 
En los primeros momentos de la caída de Badajoz, los legionarios moros ejecutaron sumariamente a tiros a todos los hombres que se encontraban en la calle con signos de haber disparado un rifle. Más tarde, los prisioneros fueron concentrados en la plaza de toros, donde fueron fusilados por grupos con ametralladoras. También se fusiló en las paredes y puertas del cementerio. 
El día 16, una columna de humo blanco que ascendía a un kilómetro y medio de la ciudad atrajo la atención del periodista portugués. La gente a la que preguntó le dijo que esa zona era el cementerio. Al día siguiente, se encontró por casualidad con un cura con el que entabló conversación. Gracias a este sacerdote fue capaz de descubrir el origen de la misteriosa columna de humo: era de cadáveres incinerados. Eran amontonados en el cementerio, rociados con gasolina y quemados, y Neves lo pudo ver con sus propios ojos. La impresión fue tan fuerte que Mário Neves comenzó su despacho telefónico de ese día así: 

"Me voy. Quiero salir de Badajoz, cueste lo que cueste, tan pronto como sea posible y con la firme promesa de mi propia conciencia de no regresar."

Y, de hecho, no volvió hasta después de cuarenta y seis años a petición de la cadena británica Granada TV, que realizaba una serie documental titulada La Guerra Civil española.